# Rośliny subfosylne
Rośliny subfosylne – rośliny i ich szczątki, które zachowały się w osadach z nieodległej przeszłości, powstałych w trakcie trwającej epoki geologicznej tj. holocenu. Stanowią swoiste ogniwo pośrednie między florą współczesną i kopalną.